# Kosi (zona)
 Kosi (em nepali: कोशी अञ्चल; transl. Koshi Añcal) é uma zona do Nepal. Está inserida na região do Centro-Oeste, e seu território é cruzado pelo rio Kosi. Tem uma população de 2 110 664 habitantes e uma área de 9 669 km². Sua capital é a cidade de Dharan.

## Distritos
A zona de  Kosi está dividida em seis distritos:
- Bhojpur
- Dhankuta
- Morang
- Sankhuwasabha
- Sunsari
- Terhathum